# تاريخ العبور الجندري
ينطوي تاريخ العبور الجندري بمعناه الأوسع على أمثلة متعلقة بالتفاوت الجندري وعدم التوافق الجندري في جميع الثقافات حول العالم منذ العصور القديمة. اختلفت الآراء حول كيفية تصنيف هؤلاء الأشخاص وهذه الهويات، ويعود السبب في ذلك إلى وجود العابرين/العابرات جندريًا تاريخيًا قبل صياغة المصطلح الحديث «العبور الجندري». يرجع تاريخ العبور الجندري إلى ما قبل البدء في استخدام مصطلح «الجندر» في منتصف القرن العشرين ضمن نطاق علم النفس الأمريكي، وإلى ما قبل ابتكار الأدوات المفاهيمية المرتبطة بهذا المصطلح، بما في ذلك مفاهيم «الهوية الجندرية» و «الأدوار الجندرية».
توثق النصوص السومرية والأكادية التي تعود إلى 4500 عام مضى وجود كهنة عابرين جندريًا أو من متلبسي ملابس الجندر الآخر، والذين عُرفوا باسم غالا من بين أسماء أخرى. اعترفت بعض ثقافات الشعوب الأصلية الأمريكية الشمالية في الأمريكيتين قبيل الاستعمار الأوروبي وغيرها من الثقافات المعاصرة تقليديًا بالجندر الثالث أو الأدوار الجندرية المتعددة، مثل شعوب النافاجو التي تعترف بالطيف الجندري نالديهي وشعوب الزوني التي تعترف بـ لامانا. عُثر على قبور تعود إلى 4500 عام مضى لأشخاص يُعتقد بأنهم عابرين/ عابرات جندريًا أو من الجندر الثالث في أوروبا وأمريكا، وتبيّن أيضًا وجود رسوم فنية لمقابر كهذه ترجع إلى 9000-3700 عام حول البحر الأبيض المتوسط. عاشت كاهنات عابرات جندريًا (يُطلق عليهن اسم غالي) في اليونان القديمة وفريجيا وروما، إذ توجد سجلات توثق وجود نساء عبرن جندريًا كي يستطعن التصويت أو القتال أو الدراسة خلال الفترة التي مُنعت فيها النساء من هذه الأمور. فضّل الإمبراطور الروماني إيل جبل (الذي تُوفي في عام 222) أن يطلق عليه الناس لقب سيدة وليس سيد، وسعى إلى الخضوع لجراحة لإعادة تحديد جنسه، إذ اعتُبر واحدًا من أوائل الشخصيات العابرة جندريًا. شكّل كل من الهيجرا في شبه القارة الهندية والكاثولي في تايلاند مجموعات اجتماعية وروحانية للعبور-الأنثوي منذ العصور القديمة، إذ وُثّق وجودهم على مدى آلاف السنين في النصوص التي تشير أيضًا إلى وجود شخصيات من الذكور العابرين. تضمنت الأيقونات الدينية في هذه الثقافات رسومات لشخصيات خنثوية (تُسمى زنمردة) ذات جسد نصفه ذكوري ونصفه الآخر أنثوي، كأردهاناريشفارا مثلًا. يعيش في يومنا هذا ما لا يقل عن نصف مليون من الهيجرا في الهند ومثلهم في بنغلادش، إذ يُعترف بوجودهم قانونيًا تحت مسمى الجندر الثالث، بينما ساد تقبل وجود العابرين/العابرات جندريًا في تايلاند. يضطلع الخنيث في يومنا هذا في شبه الجزيرة العربية (مخنثون سابقًا) بدور الجندر الثالث منذ القرن السابع بحسب التقارير الموثقة. اضطلع الرجال العابرون والنساء العابرات بأدوار تقليدية في العديد من المجتمعات الأفريقية، لكن يعيش العديد منهم في العصر الحديث وسط أجواء من العدوانية التي انتشرت حديثًا في تلك المجتمعات.
وثّقت العديد من التقارير وجود رجال عابرين جندريًا خلال العصور الوسطى في أوروبا، إذ تُعتبر مرثاة كلونيمس بن كلونيمس لأنه وُلد رجلًا بدلًا من امرأة إحدى أول الأمثلة على اضطراب الهوية الجندرية. اعتُقلت البريطانية إليانور ريكنر التي نُظر إليها باعتبارها عابرة جندريًا كونها وُلدت بجسد رجل في عام 1394، وذلك لأنها تعيش وتعمل في المجال الجنسي بصفتها امرأة. كان هناك العديد من العابرين جندريًا ممن وُلدوا بجسد أنثى في البلقان منذ القرن الخامس عشر، إذ عاشوا بصفتهم رجالًا وأُطلق عليهم اسم العذارى المحلفين. يعود تاريخ العابرون/العابرات جندريًا في اليابان إلى فترة إيدو بحسب الروايات التاريخية. ارتدى توماس/توماسين هول ملابس مخصصة للجندرين واضطلع بأدوار ذكورية وأنثوية في أمريكا الاستعمارية خلال القرن السابع عشر، وذلك قبل أن يظهر الواعظ الذي يُعرف باسم الصديق العالمي العام غير محدد الجندر في عام 1776. استغل العديد من الأشخاص الخدمة العسكرية كي يبدأوا حياتهم بصفتهم رجالًا في القرن التاسع عشر كألبرت كاشير وجايمس بيري مثلًا، أو كي يمروا بمرحلة تغيير جندري بطريقة أخرى مثل جوزيف لوبديل، فضلًا عن مرور النساء العابرات في مرحلة تغيير جندري مثل فرانسيس طومسون. أسست كاتبة السيرة الذاتية جيني جون وغيرها الحلقة الخنثوية في عام 1895، وعاش الموسيقي بيلي تيبتون بصفته رجلًا خلال القرن العشرين، بينما دعم كل من والدي لوسي هينس أندرسون ومجتمعها حياتها بصفتها امرأة. خضع كل من كارل إم. باير (في عام 1906) وآلان إل. هارت (في عام 1917) ومايكل ديلون (في عام 1946) إلى عمليات جراحية لتغيير جنسهم من أنثى إلى ذكر، بينما خضعت كل من دورا ريتشر وليلي إلبه لعمليات جراحية لتغيير جنسهن من ذكر إلى أنثى بين عامي 1930 و1931، إذ خضعت إلبه إلى عملية لزرع مبيض ورحم. ساعد ماغنوس هيرشفلد كل من باير وريتشر وإلبه، إذ عُرف بعمله الطبي الرائد مع العابرين/العابرات جندريًا ودفاعه عن حقوقهم/حقوقهن، وتمركز عمله في معهد العلوم الجنسية قبل أن يُدمر على يد النازيين في عام 1933.
ازدادت حدة الوعي حول عمليات إعادة تحديد الجنس في عام 1952، وذلك جراء مرور المرأة الأمريكية العابرة كريستين يورجنسن بمرحلة تغيير جندري علنية. تحول الصراع الشعبي من أجل حقوق العابرين/العابرات جندريًا إلى صراع علني أمام العامة، إذ كافح العابرون/العابرات جندريًا والمثليون/المثليات ضد الشرطة خلال أحداث الشغب في مقهى كوبر دو-ناتس في عام 1959، وفي أحداث الشغب في كومبتون كافتيريا في عام 1966، وفي أحداث الشغب التي استمرت أيامًا في نزل ستونوول في عام 1969. أسس لو سوليفيان ما عُرف لاحقًا باسم منظمة إف. تي. إم انترناشونال خلال سبعينيات القرن الماضي، تزامنًا مع الفترة التي بدأت فيها النسويات نزاعهن بشأن استبعاد النساء العابرات جندريًا أو ضمّهن إلى صفوف النسويات. بدأت الحكومة الإيرانية في منح تمويل جزئي لعمليات إعادة تحديد الجنس، إذ تجري في الوقت الحالي عمليات جراحية من هذا النوع أكثر من أي دولة أخرى باستثناء تايلاند. تضم إندونيسيا ملايين الأشخاص الذين يُعرفون باسم واريا، وهم عابرون وعابرات جندريًا/من الجندر الثالث، بينما يعترف شعب بوقس في جزيرة سولاوسي بخمسة أنواع جندرية. تتضمن أوقيانوسيا أدورًا للعابرين والعابرات جندريًا/الجندر الثالث، مثل أكافاين وفافافاين وفاكاليتي الذين يعيشون بين شعب الماوري والسامويون والتونغا على جزر كوك. أما في الفترة التي تمتد بين تسعينيات القرن العشرين والعقد الأول من القرن الحادي والعشرين، بدأ الاحتفال بيوم إحياء ذكرى العابرين/العابرات جندريًا، وأصبحت مسيرات العابرين/العابرات جندريًا في الفترة القريبة من احتفالات فخر مجتمع الميم أكثر شيوعًا، وانتُخب العديد من العابرين/العابرات جندريًا في بعض المناصب العامة مثل جورجينا باير (في نيوزلندا) وسابينام ماوسي (في الهند) وتومويا هوسودا (في اليابان) ودانيا روم (في الولايات المتحدة)، وبدأت الإجراءات التشريعية والقضائية اعترافها بحقوق العابرين/العابرات جندريًا في العديد من الدول حول العالم (ولا سيما في الغرب والهند وجنوب أفريقيا). وفي المقابل، تُعتبر العديد من الدول الأخرى (ولا سيما بقية أنحاء أفريقيا وآسيا الوسطى والجزيرة العربية) معاديةً لحقوق العابرين/العابرات جندريًا، وتحرمهم من هذه الحقوق في بعض الأحيان.